# 西二环路站
西二环路站（蒙古语：ᠪᠠᠷᠠᠭᠤᠨ ᠬᠣᠶᠠᠳᠤᠭᠠᠷ ᠲᠣᠭᠣᠷᠢᠭ ᠵᠠᠮ）是呼和浩特地铁1号线的地铁车站，位于中华人民共和国内蒙古自治区呼和浩特市回民区攸攸板镇新华西街与西二环路交叉口东北侧地下，2019年12月29日開通运营。
车站建设时期工程名为金海工业园区站。

## 车站结构
西二环路站位于新华西街与西二环路交叉口东北侧，沿新华西街东西向布置，长278米，为地下两层岛式车站。
| 地面              | 出入口 | B-D出入口 |
| 地下一层          | 站厅   | 客服中心、自动售票机、验票机                                                                                        |
| 地下二层          | 站台层 | \| \| \| █ 1号线往伊利健康谷（終點站） \| \| 島式 · 開左邊车门 \| \| \| \| \| \| █ 1号线往坝堰（机场）（孔家营） \| |
|                   |        | █ 1号线往伊利健康谷（終點站）                                                                                       |
| 島式 · 開左邊车门 |        | |
|                   |        | █ 1号线往坝堰（机场）（孔家营）                                                                                     |

## 车站出口
西二环路站共设4个出口，各出口及周围设施如下所示：
| 出口编号            | 照片 | 地点             | 可到达目的地 |
| ------------------- | ---- | ---------------- | ------------ |
| B · 出口            |      | 新华西街（北侧） |              |
| C · 1 · 出口        |      | 新华西街（南侧） | 康顺家园     |
| C · 2 · 出口        |      | 新华西街（南侧） | 幸福时光     |
| D · 出口 · （设有） |      | 新华西街（北侧） |              |
| 图例： 设有         |      |                  |              |

## 接驳交通

### 公交车
- 新华西街：4路、8路、19路、24路、41路、K1路

## 历史
- 2017年7月27日，车站主体结构封顶[2]。
- 2019年12月29日，本站随1号线通车一同开通[1]。